# Mount Dixon (Heard)
Mount Dixon ist ein verschneiter und 705 m (nach australischen Angaben 670 m) hoher Berg auf der Insel Heard im Indischen Ozean. Er ragt 1,1 km westlich des Anzac Peak auf der Laurens-Halbinsel auf.
Grob kartiert ist dieser Berg erstmals auf einer Skizze des US-amerikanischen Robbenfängerkapitäns H. C. Chester aus dem Jahr 1860, der zu dieser Zeit in diesen Gewässern operierte. Wissenschaftler der Australian National Antarctic Research Expeditions (ANARE) nahmen 1948 die Vermessung und die Benennung vor. Namensgeber ist Lieutenant Commander George Manley Dixon (1898–1978) von der Royal Australian Naval Volunteer Reserve, Kommandant des Schiffs HMAS Labuan, das 1948 und 1949 im Dienst der ANARE tätig war.